# Reuel Williams
Reuel Williams (Hallowell, 1783. június 2. – Augusta, 1862. július 25.) az Amerikai Egyesült Államok szenátora (Maine, 1837–1843).